# Диктониус, Эльмер
Э́льмер Ра́фаэль Дикто́ниус (фин. Elmer Rafael Diktonius, 20 января 1896, Хельсинки — 23 сентября 1961, Кауниайнен) — финский и шведский писатель, поэт, композитор.

## Биография и творчество
В 1915—1920 гг. Диктониус изучал композицию в Хельсинкском музыкальном институте. Весной 1917 года дебютировал как композитор, представив фортепианную сюиту, в которой музыкальные критики отметили «крайнюю смелость» гармонического языка. Откровенно враждебную реакцию рецензентов вызвали шесть песен Диктониуса, исполненные на концерте в начале мая 1920 года. Консерватизм финской музыкальной жизни того времени стал причиной сближения Диктониуса с Шёнбергом.
В 1920-х гг. Диктониус выступает в печати как поэт и переводчик; именно в это время изданы наиболее значимые сборники его стихотворений: «Мое стихотворение» (1921), «Колючее пламя» (1924), «Каменный уголь» (книгу отказались публиковать в Финляндии, и она вышла в Швеции в 1927 г.). Из сборников последующих лет можно отметить только два: «Трава и гранит» (1936) и «Ноябрьская весна» (1951).
Диктониус похоронен на кладбище Хиетаниеми в Хельсинки.

## Публикации произведений на русском языке
- «Западноевропейская поэзия XX века» (сборник) / Вступ. статья Р. Рождественского. М., «Художественная литература», 1977 («Библиотека всемирной литературы», том 152-й); стр. 514—515.